# Kalanchoe ballyi
Kalanchoe ballyi ist eine Pflanzenart der Gattung Kalanchoe in der Familie der Dickblattgewächse (Crassulaceae).

## Beschreibung

### Vegetative Merkmale
Kalanchoe ballyi wächst ausdauernd mit kahlen Trieben und erreicht Wuchshöhen von bis zu 120 Zentimetern. Die sitzenden Laubblätter sind länglich spatelig. Ihre Blattspreite ist bis zu 20 Zentimeter lang und 6 Zentimeter breit. Ihre Spitze ist stumpf, die Basis keilförmig und halb stängelumfassend. Der Blattrand ist ganzrandig oder unregelmäßig gewellt.

### Generative Merkmale
Der lockere Blütenstand erreicht eine Länge von etwa 12 Zentimeter. Die aufrechten Blüten stehen an bis zu 5 Millimeter langen, kahlen oder kurz drüsig behaarten Blütenstielen. Die Blüte ist sehr spärlich drüsig-flaumhaarig. Ihre Kelchröhre ist etwa 1 Millimeter lang. Die lanzettlichen bis länglich lanzettlichen Kelchzipfel sind 3,5 bis 6 Millimeter lang und 1 bis 2 Millimeter breit. Die Kronblätter sind korallenrosafarben bis ziegelrot, die Kronröhre ist 8 bis 12 Millimeter lang. Ihre verkehrt eiförmigen Zipfel tragen ein aufgesetztes Spitzchen. Sie weisen eine Länge von 4,5 bis 6,5 Millimeter auf und sind 2,5 bis 3,5 Millimeter breit. Die oberen Staubblätter ragen nicht aus der Blüte heraus. Die länglichen Staubbeutel sind etwa 0,6 Millimeter lang. Die linealischen Nektarschüppchen weisen eine Länge von 2 bis 2,5 Millimeter auf. Das von der Seite aus gesehene  Fruchtblatt ist linealisch-lanzettlich und weist eine Länge von etwa 6,5 Millimeter auf. Der Griffel ist 0,5 bis 1,5 Millimeter lang.
Die Chromosomenzahl beträgt 2n = 68.

## Systematik und Verbreitung
Kalanchoe ballyi ist im Südwesten von Kenia in küstennahen Waldland verbreitet. 
Die Erstbeschreibung durch Georg Cufodontis wurde 1967 veröffentlicht.

## Nachweise